# Va chạm giữa không trung Grand Canyon năm 1956
| [Bản đồ tương tác toàn màn hình] |                                                               |
| Vị trí va chạm                   |                                                               |
|                                  | Biểu đồ hiện đang tạm thời không khả dụng do vấn đề kĩ thuật. |

Vụ va chạm giữa không trung ở Grand Canyon xảy ra ở miền tây Hoa Kỳ vào thứ Bảy, ngày 30 tháng 6 năm 1956, khi một chiếc Douglas DC-7 của United Airlines đâm vào một chiếc Lockheed L-1049 Super Constellation của Trans World Airlines trên Công viên Quốc gia Grand Canyon, Arizona. Tất cả 128 người trên cả hai chiếc máy bay đều thiệt mạng, đây là sự cố hàng không thương mại đầu tiên có hơn một trăm người thiệt mạng. Các máy bay đã rời Sân bay quốc tế Los Angeles cách vài phút để đến Chicago và Thành phố Kansas. Vụ va chạm xảy ra trong không phận không được kiểm soát, nơi các phi công có trách nhiệm duy trì khoảng cách ("Nhìn và được nhìn thấy"). Điều này làm nổi bật tình trạng lỗi thời của kiểm soát không lưu, vốn đã trở thành trọng tâm của các cuộc cải cách hàng không lớn.